# Polygala praetermissa
Polygala praetermissa är en jungfrulinsväxtart som beskrevs av Mats Thulin. Polygala praetermissa ingår i släktet jungfrulinssläktet, och familjen jungfrulinsväxter. Inga underarter finns listade i Catalogue of Life.